# Norwalk (Connecticut)
Pour les articles homonymes, voir Norwalk.
Norwalk est une ville située dans le comté de Fairfield au Connecticut aux États-Unis. Selon le recensement de 2011, Norwalk avait une population totale de 86 460 habitants.
Le nom « Norwalk » vient du mot algonquien « noyank », qui veut dire « point de terre ». Il est aussi possible qu'il vienne de son nom amérindien, « Naramauke » (ou « Norwauke », « Norowake », ou « Norwaake »), un chef amérindien.
Il y a quatre gares à Norwalk ; toutes sont servies par le Metro North avec liens à New York, Danbury, et New Haven. Ces gares sont Rowayton, South Norwalk, East Norwalk et Merritt 7. La gare South Norwalk est située à SoNo, un quartier plein d'en train de la ville.
On peut trouver le siège américain de Virgin Atlantic à Norwalk, et aussi les sièges de priceline.com, SoBe, Pepperidge Farm, Head et Northrop Grumman Norden Systems. On trouve aussi dans la ville le magasin principal de Stew Leonard's, un grand supermarché régional à succursales multiples.

## Géographie
Selon le Bureau du Recensement des États-Unis, la superficie de la ville est de 94,1 km2, dont 59,1 km2 de terres et 35,0 km2 de plans d'eau (soit 37,24 %).

## Démographie
D'après le recensement de 2000, il y avait 82 951 habitants, 32 711 ménages, et 20 967 familles dans la ville. La densité de population était de 404,1 hab/km2. Il y avait 33 753 maisons avec une densité de 571,3 maisons/km2. La décomposition ethnique de la population était : 73,95 % blancs ; 15,27 % noirs ; 0,21 % amérindiens ; 3,25 % asiatiques ; 0,05 % natifs des îles du Pacifique ; 4,33 % des autres races ; 2,95 % de deux ou plus races. 15,63 % de la population était hispanique ou Latino de n'importe quelle race.
Il y avait 32 711 ménages, dont 28,5 % avaient des enfants de moins de 18 ans, 47,9 % étaient des couples mariés, 12,2 % avaient une femme qui était parent isolé, et 35,9 % étaient des ménages non-familiaux. 28,2 % des ménages étaient constitués de personnes seules et 8,7 % de personnes seules de 65 ans ou plus. Le ménage moyen comportait 2,51 personnes et la famille moyenne avait 3,10 personnes.
Dans la ville la pyramide des âges était 22,1 % en dessous de 18 ans, 7,0 % de 18 à 24 ans, 35,5 % de 25 à 44 ans, 22,6 % de 45 à 64 ans, et 12,8 % qui avaient 65 ans ou plus. L'âge médian était 37 ans. Pour 100 femmes, il y avait 95,3 hommes. Pour 100 femmes de 18 ans ou plus, il y avait 91,4 hommes.
Le revenu médian par ménage de la ville était 59 839 dollars US, et le revenu médian par famille était $68 219. Les hommes avaient un revenu médian de $46 988 contre $38 312 pour les femmes. Le revenu par habitant de la ville était $31 781. 7,2 % des habitants et 5,0 % des familles vivaient sous le seuil de pauvreté. 9,6 % des personnes de moins de 18 ans et 6,3 % des personnes de plus de 65 ans vivaient sous le seuil de pauvreté.
| 1790   | 1800  | 1810  | 1820  | 1830  | 1840  |
| ------ | ----- | ----- | ----- | ----- | ----- |
| 11 942 | 5 146 | 2 983 | 3 004 | 3 972 | 3 863 |

| 1850  | 1860  | 1870   | 1880   | 1890   | 1900   |
| ----- | ----- | ------ | ------ | ------ | ------ |
| 4 651 | 7 852 | 12 119 | 13 956 | 17 747 | 19 932 |

| 1910   | 1920   | 1930   | 1940   | 1950   | 1960   |
| ------ | ------ | ------ | ------ | ------ | ------ |
| 24 211 | 27 743 | 36 019 | 39 849 | 49 460 | 67 775 |

| 1970   | 1980   | 1990   | 2000   | 2010   | - |
| ------ | ------ | ------ | ------ | ------ | - |
| 79 288 | 77 767 | 78 331 | 82 951 | 85 603 | - |